# Nieuw Moscou
Pour les articles homonymes, voir Moscou (homonymie).
Nieuw Moscou est un hameau situé dans la commune néerlandaise de Hoogeveen, dans la province de Drenthe. Le 1er janvier 2004, le village comptait 480 habitants.